# Lur (instrument)

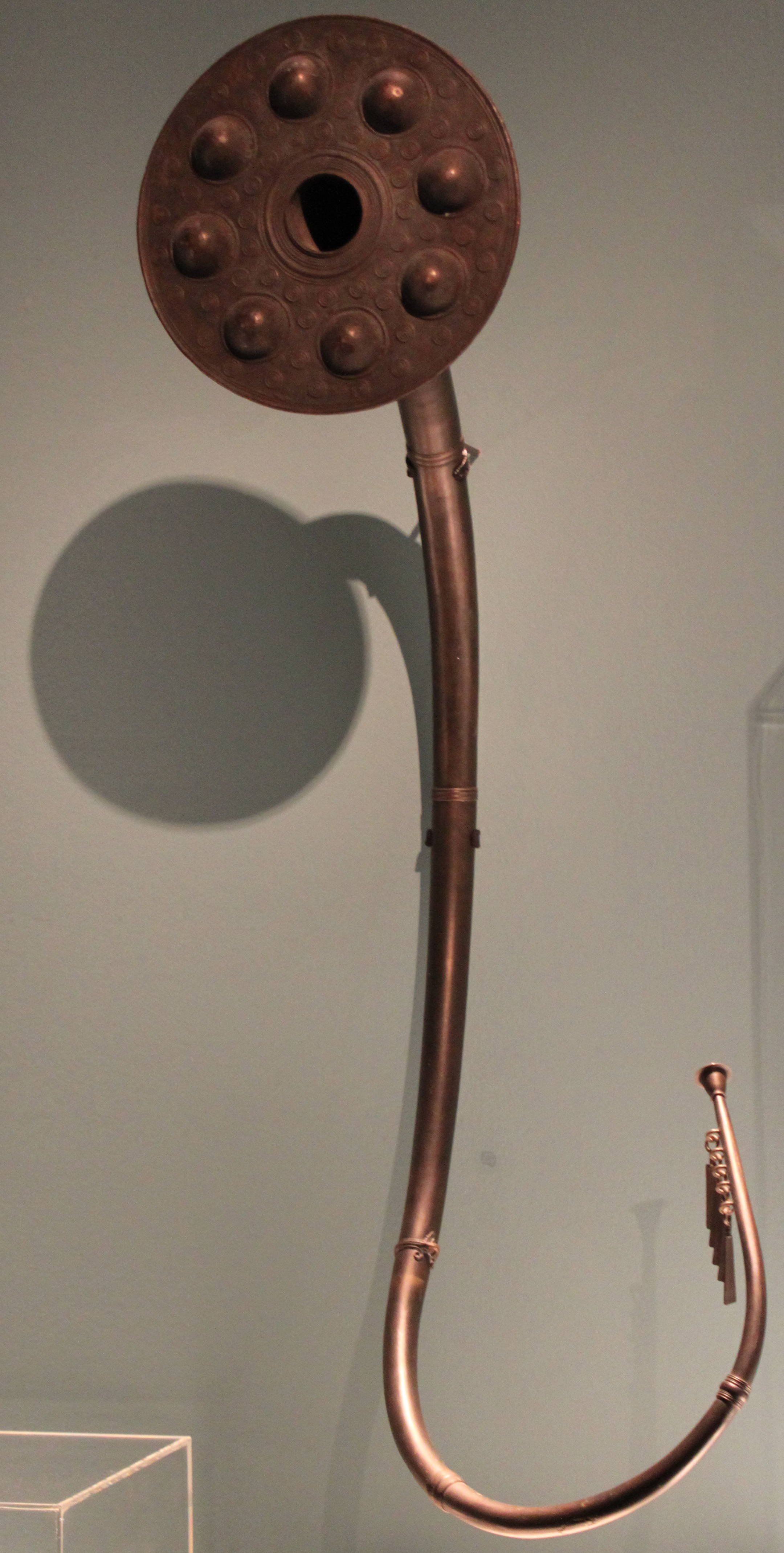
Un trompa de l'Edat de Bronze trobada a Brudevælte Mose, al nord-est de Lynge, a Selàndia, Dinamarca

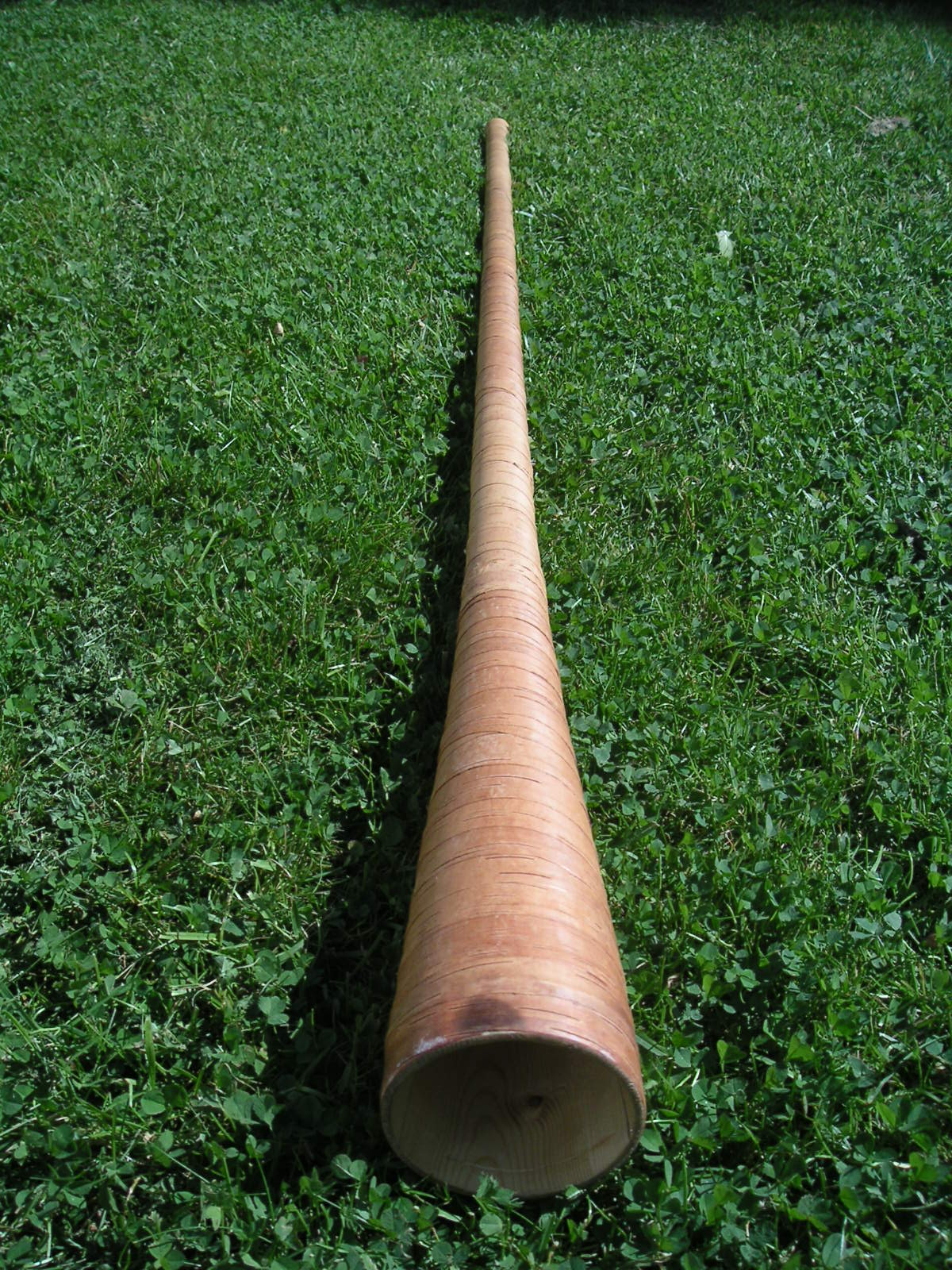
Un lur modern de Noruega, fet amb escorça de bedoll embolicada.

Un lur, també un lure o lurr, norrè occidental antic lúðr (plural: lúðrar) és una trompa natural de l'Edat de bronze, entre el 1500 a.C. i el 500 d.C., que no té forats per als dits i que es toca amb una embocadura de broquet. Els lurs poden tenir diverses formes, poden ser tant rectes com corbats. La intenció de les corbes responia a una necessitat de ser més fàcilment transportables, essent tan llargs, com per exemple per marxar, com el sousàfon modern, evitant alhora dirigir el fort soroll cap a la gent propera.
El nom de lur s'utilitza per a dos tipus diferents d'instruments de vent antics. El més recent és de fusta i es va utilitzar a Escandinàvia durant l'edat mitjana. El lur més antic, que rep el nom del tipus més recent, era de bronze, data de l'Edat del bronze i es trobaven sovint en parelles, dipositats en torberes, principalment a Dinamarca i Alemanya. La seva morfologia consta d'una embocadura i diverses peces o tubs. La seva longitud pot arribar als 1,5 i 2 metres. Se n'han trobat a Noruega, Dinamarca, el sud de Suècia i el nord d'Alemanya. També s'han trobat il·lustracions de lurs en diverses pintures rupestres d'Escandinàvia.

## Lurs de fusta
Les primeres referències a un instrument anomenat lur provenen de sagues islandeses, on es descriuen com a instruments de guerra, utilitzats per armar tropes i espantar l'enemic. Aquests lurs, diversos exemples dels quals s'han descobert en barques grans, són tubs de fusta rectes, d'un metre d'allargada i més amples al final. No tenen forats per als dits i es toquen de manera similar a un instrument de metall modern.
Almenys des de l'edat mitjana els pagesos i les lleteres dels països nòrdics han tocat una mena de lur molt similar a aquests instruments de guerra. Aquests instruments, anomenats en anglès trompeta de bedoll, s'utilitzaven per cridar al bestiar i fer senyals. Pel que fa a la construcció i la tècnica d'interpretació són molt similars als lurs de guerra, però estan coberts de bedoll, mentre que els instruments de guerra estan coberts de salze.

## Lurs de bronze
Els lurs fets de bronze, que tenien un acabament al final amb una "campana aplanada" que feia la funció d'obertura acústica, s'utilitzaven com a instruments musicals a l'antiga Grècia, així com al nord d'Europa, on s'han descobert un total de 56 lurs: 35 (inclosos els fragmentaris) a Dinamarca, 11 a Suècia, 4 a Noruega, 5 al nord d'Alemanya, i un només a Letònia.

## El lur avui
La paraula lur encara es troba al vocabulari suec, que indica qualsevol instrument en forma d'embut utilitzat per produir o rebre so. Per exemple, la paraula sueca per als auriculars és hörlurar (audició-lurs), i un telèfon es podria anomenar lur en suec contemporani (derivat de telefonlur, auricular de telèfon). Les paraules noruega i sueca per a foghorn són respectivament tåkelur i mistlur. La marca de mantega danesa Lurpak porta el nom del lur, i el disseny gràfic del paquet mostra imatges de lurs.
La paraula lur té altres significats en danès, noruec i suec que no estan relacionats amb el so.